# 朝日岳 (群馬県)
朝日岳（あさひだけ）は、群馬県利根郡みなかみ町と新潟県南魚沼市にまたがる標高1,945 mの山である。
山頂及び山域の西側は上信越高原国立公園内にあり、「日本三百名山」と「ぐんま百名山」に選定されている。
なお、朝日岳山頂付近は蛇紋岩で雨天時は滑りやすいが、蛇紋岩という性質上、６月上旬にはホソバヒナウスユキソウが咲き誇る。

## 登山コース
各方面からの登山道がある。

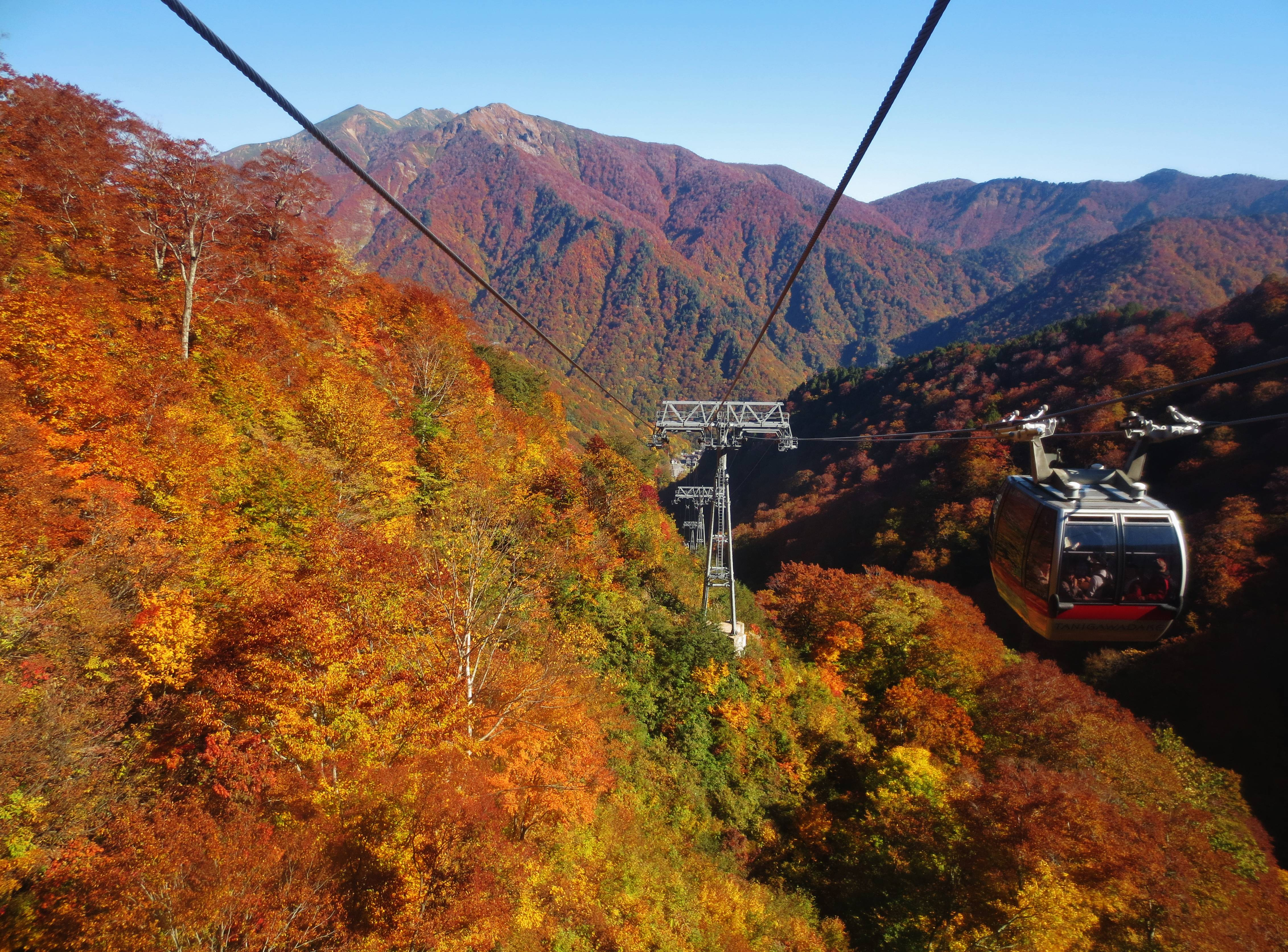
谷川岳ロープウェイのゴンドラから望む朝日岳

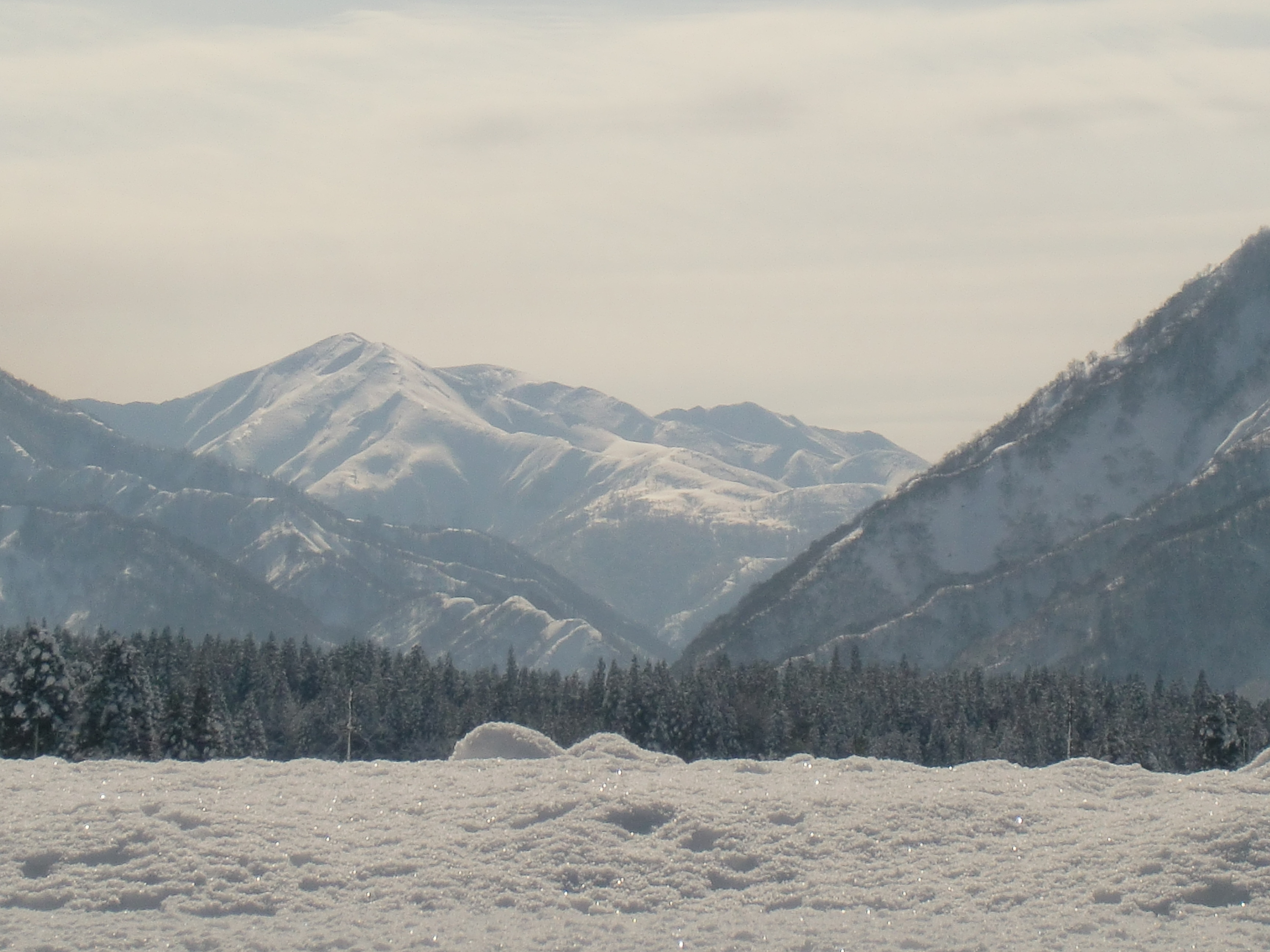
上田の郷（新潟県国道291号沿い）より望む、冬の朝日岳

- 上越線土合駅から白毛門、笠ヶ岳と縦走して約6時間。
- 宝川温泉から約6時間。
- 新潟県南魚沼市清水から清水峠を経て約6時間。

## アクセス
- 関越自動車道水上インターチェンジより、国道291号で約20分（約13km）
- 上越新幹線上毛高原駅下車、バスで約40分。
- 上越線土合駅下車。
- 上越線水上駅より、宝川温泉口までバスで約40分、土合登山口までバスで約20分。
- 関越自動車道塩沢石打インターチェンジより、国道291号で約30分。
- 上越線六日町駅より、南越後観光バスで清水まで約30分。

## ギャラリー

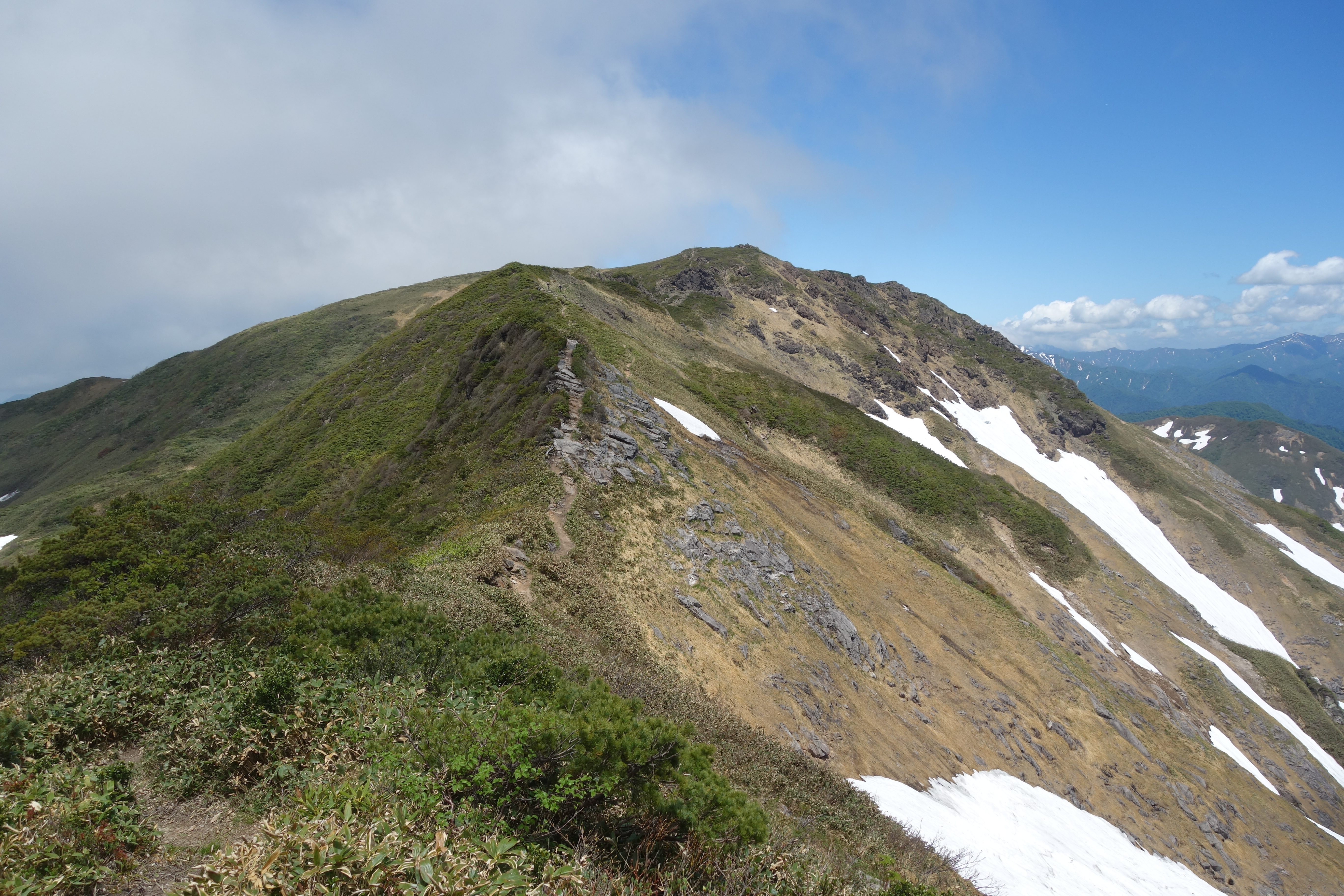
大烏帽子からの朝日岳
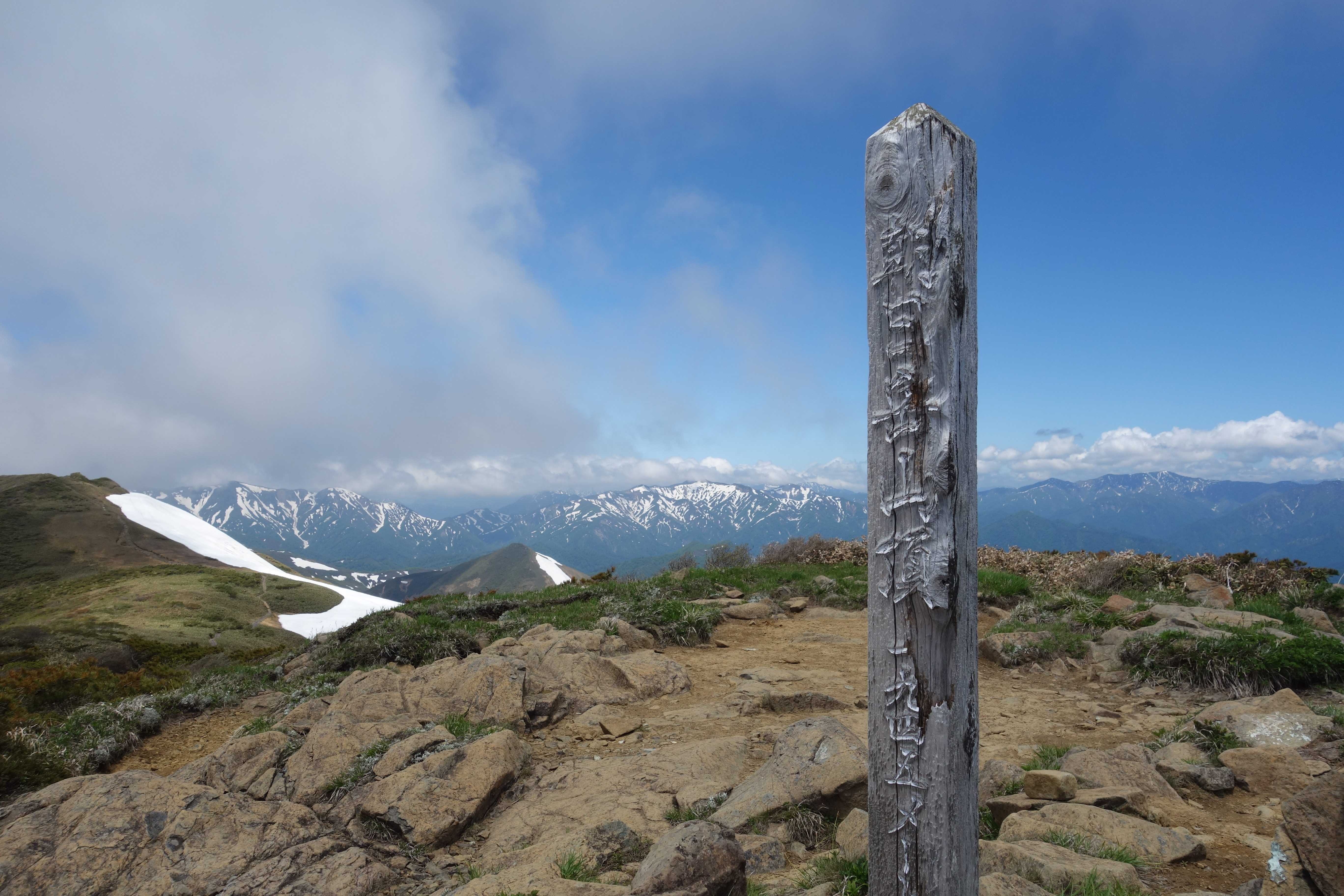
朝日岳山頂
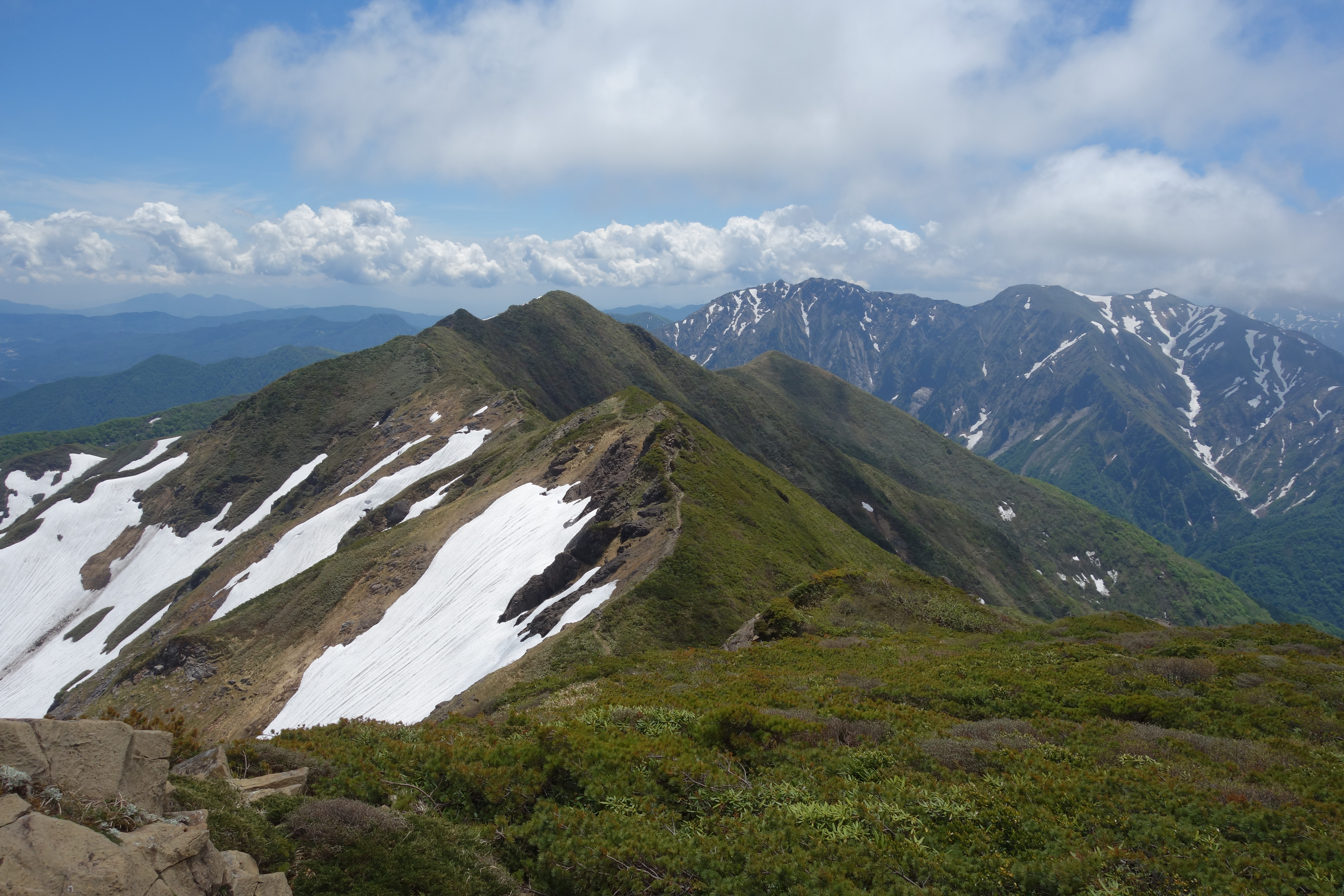
朝日岳から見た笠ヶ岳と谷川岳
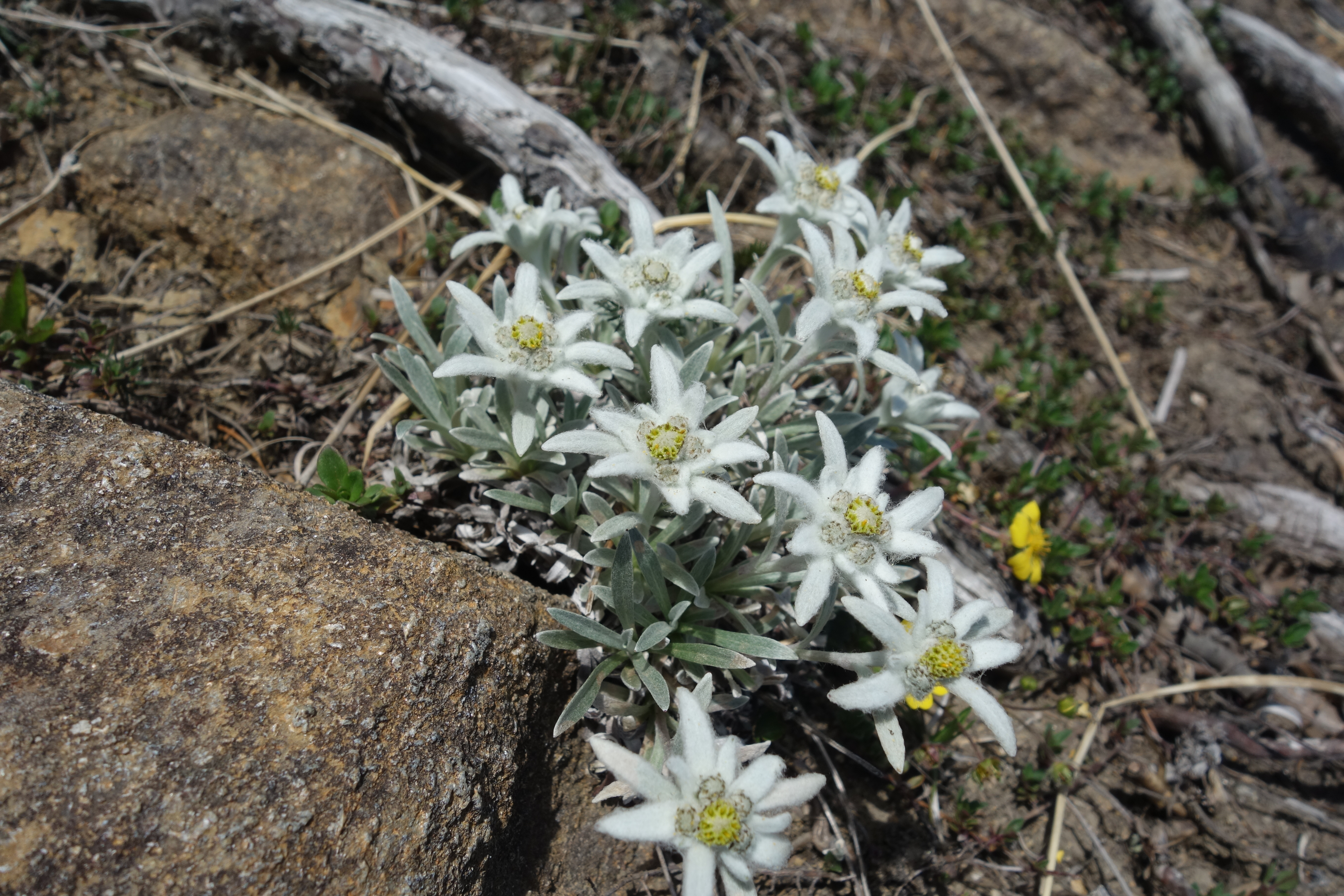
朝日岳のホソバヒナウスユキソウ
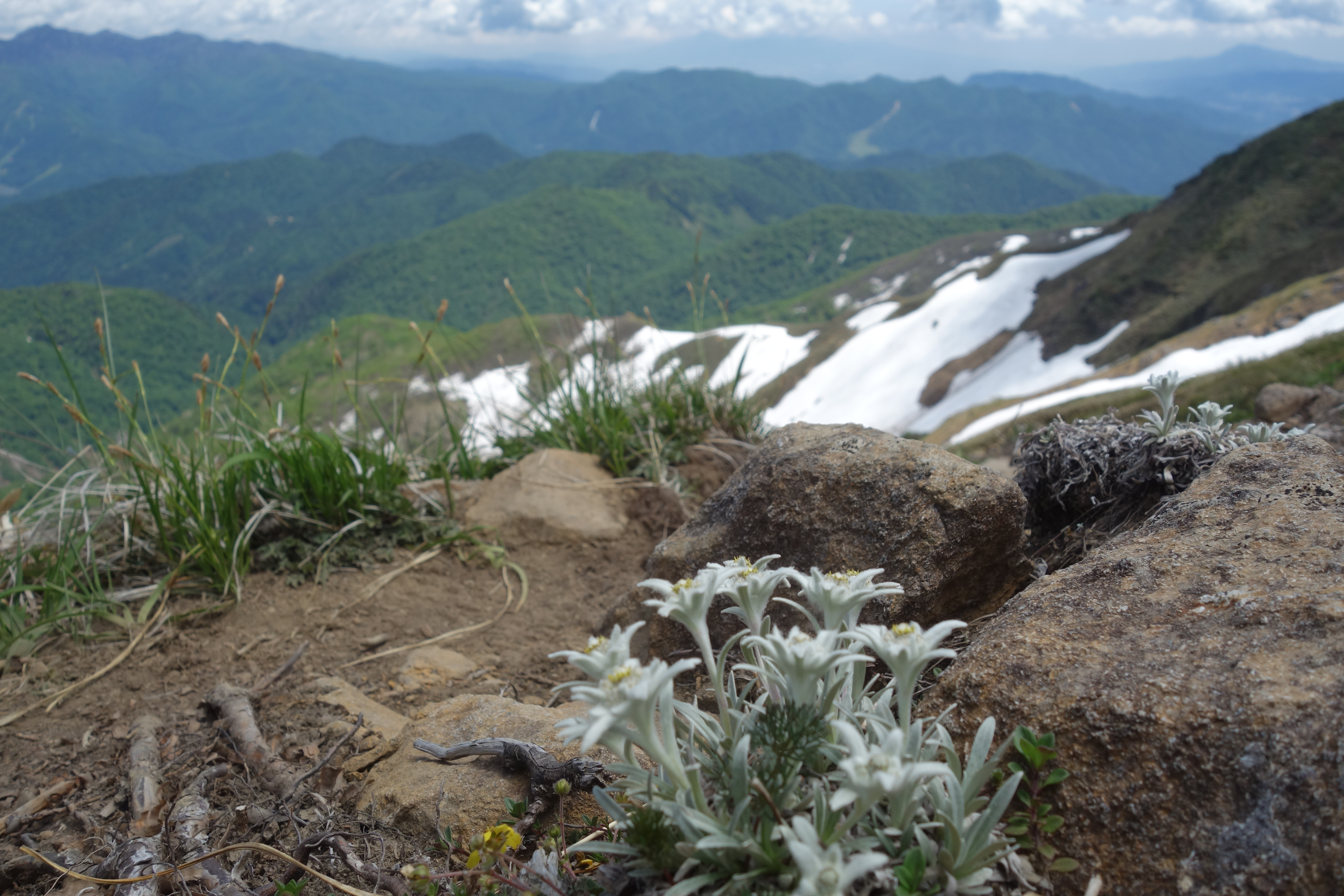
朝日岳のホソバヒナウスユキソウ
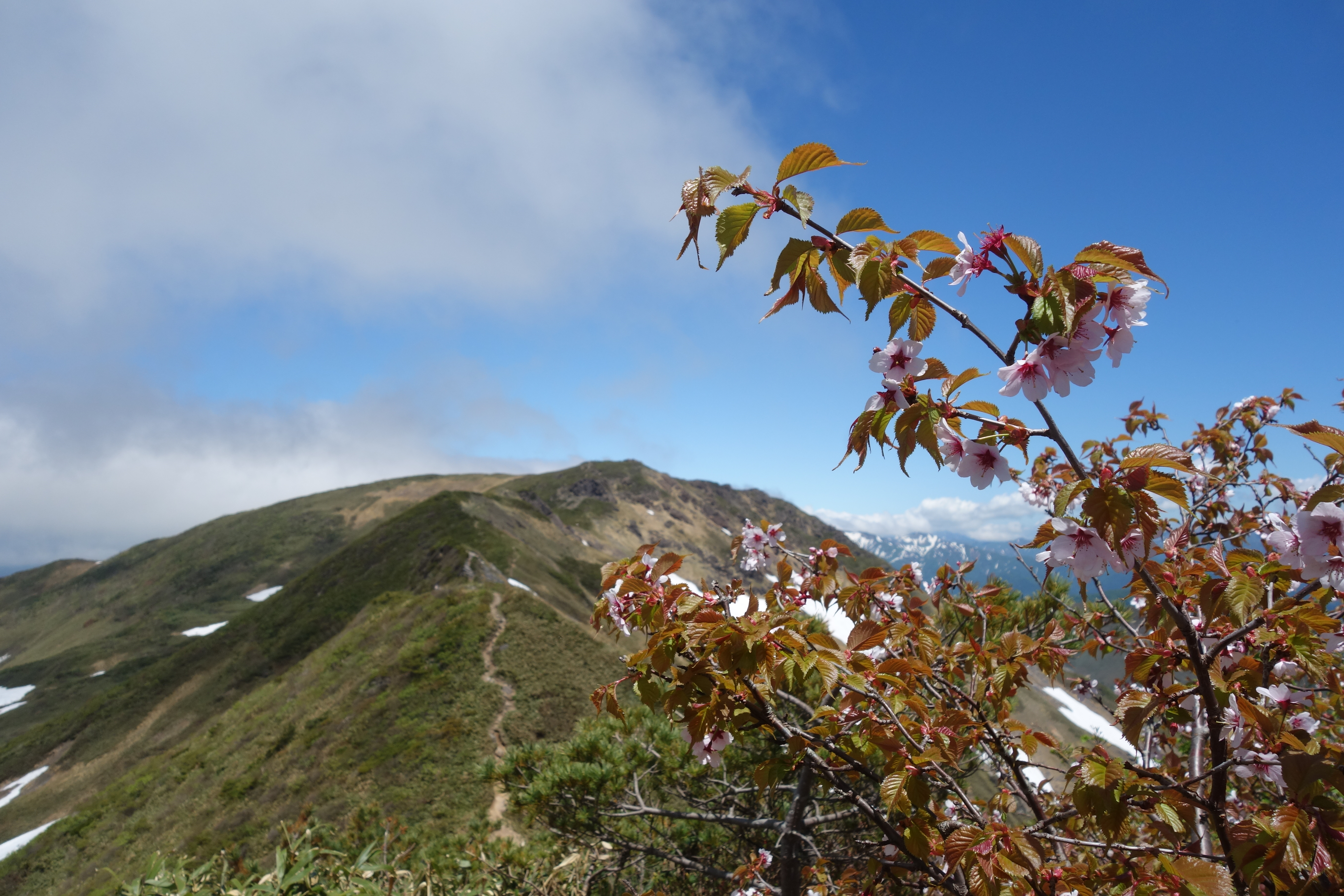
朝日岳とミネザクラ

## 周辺の山
- 谷川岳
- 巻機山
- 至仏山
- 武尊山